# McCausland (Iowa)
McCausland es una ciudad ubicada en el condado de Scott en el estado estadounidense de Iowa. En el Censo de 2010 tenía una población de 291 habitantes y una densidad poblacional de 198,51 personas por km².

## Geografía
McCausland se encuentra ubicada en las coordenadas 41°44′36″N 90°26′45″O / 41.74333, -90.44583. Según la Oficina del Censo de los Estados Unidos, McCausland tiene una superficie total de 1.47 km², de la cual 1.41 km² corresponden a tierra firme y (4.06%) 0.06 km² es agua.

## Demografía
Según el censo de 2010, había 291 personas residiendo en McCausland. La densidad de población era de 198,51 hab./km². De los 291 habitantes, McCausland estaba compuesto por el 97.94% blancos, el 0% eran afroamericanos, el 0% eran amerindios, el 0% eran asiáticos, el 0% eran isleños del Pacífico, el 0.69% eran de otras razas y el 1.37% pertenecían a dos o más razas. Del total de la población el 1.72% eran hispanos o latinos de cualquier raza.